# Kleinbahn Heiligenhaus–Hösel
| Streckenlänge: | 6,7 km              |                                   |                                   |
| Spurweite: | 1000 mm (Meterspur) |                                   |                                   |
| |                     |                                   |                                   |
| \| \| \| elektrische Kleinbahn aus Velbert \| \| \| \| 0,0 \| Heiligenhaus Rathaus \| Heiligenhaus Rathaus \| \| \| \| Betriebshof \| \| \| \| 1,0 \| Am Keller \| Am Keller \| \| \| \| Zeche Talburg \| \| \| \| \| Oberilp \| \| \| \| \| Unterilp \| \| \| \| 3,1 \| Wirtschaft Stöcken \| Wirtschaft Stöcken \| \| \| \| Gr. Vogelbusch \| \| \| \| \| Am Bruch \| \| \| \| \| Sandgrube Stinshoff \| \| \| \| \| Schlipperhaus \| \| \| \| 6,7 \| Hösel Staatsbahnhof \| Hösel Staatsbahnhof \| |                     |                                   |                                   |
| Strecke (außer Betrieb) |                     | elektrische Kleinbahn aus Velbert | elektrische Kleinbahn aus Velbert |
| Bahnhof (Strecke außer Betrieb) | 0,0                 | Heiligenhaus Rathaus              | Heiligenhaus Rathaus              |
| Abzweig geradeaus und nach rechts (Strecke außer Betrieb) |                     | Betriebshof                       | Betriebshof                       |
| Haltepunkt / Haltestelle (Strecke außer Betrieb) | 1,0                 | Am Keller                         | Am Keller                         |
| Abzweig geradeaus und nach rechts (Strecke außer Betrieb) |                     | Zeche Talburg                     | Zeche Talburg                     |
| Haltepunkt / Haltestelle (Strecke außer Betrieb) |                     | Oberilp                           | Oberilp                           |
| Haltepunkt / Haltestelle (Strecke außer Betrieb) |                     | Unterilp                          | Unterilp                          |
| Haltepunkt / Haltestelle (Strecke außer Betrieb) | 3,1                 | Wirtschaft Stöcken                | Wirtschaft Stöcken                |
| Haltepunkt / Haltestelle (Strecke außer Betrieb) |                     | Gr. Vogelbusch                    | Gr. Vogelbusch                    |
| Haltepunkt / Haltestelle (Strecke außer Betrieb) |                     | Am Bruch                          | Am Bruch                          |
| Abzweig geradeaus und nach rechts (Strecke außer Betrieb) |                     | Sandgrube Stinshoff               | Sandgrube Stinshoff               |
| Haltepunkt / Haltestelle (Strecke außer Betrieb) |                     | Schlipperhaus                     | Schlipperhaus                     |
| Kopfbahnhof Streckenende (Strecke außer Betrieb) | 6,7                 | Hösel Staatsbahnhof               | Hösel Staatsbahnhof               |

Die Kleinbahn Heiligenhaus–Hösel war eine von 1899 bis zu ihrer Stilllegung 1923 bestehende dampfbetriebene Kleinbahn. Nach ihrer Gründung 1899 hatte sie in Heiligenhaus direkten Anschluss an die elektrischen Straßenbahnen der Bergischen Kleinbahn AG. Die anfangs geplante Elektrifizierung der Bahn wurde aufgrund der großen Entfernung zur Zentrale nach Neviges und dem daraus resultierenden Spannungsabfall bei der Stromversorgung nie realisiert. Die Bahn wurde am 26. Januar 1923 stillgelegt.

## Geschichte
Am 26. Januar 1898 war die elektrische Überlandstraßenbahn von Elberfeld nach Velbert fertiggestellt worden. Der Ort Heiligenhaus drängte auf einen Weiterbau von Velbert über Heiligenhaus nach Hösel. Die Kleineisenindustrie in Heiligenhaus wollte den Transport ihrer Güter zum Staatsbahnhof Hösel von der 1874 fertiggestellten Landstraße auf die Schiene verlegen. Der Bahnhof Hösel war am 1. Februar 1872 mit der Ruhrtalbahn offiziell eröffnet worden. Die Heiligenhauser Bevölkerung und Industrie wünschte die Bahn nach Hösel, weil dort gute und schnelle Verbindungen nach Düsseldorf bestanden. Der Güterverkehr war sehr rege, und der Personenverkehr spielte ebenfalls eine große Rolle.
Am 11. Oktober 1899 wurde die 6,5 Kilometer lange elektrische Straßenbahnlinie von Velbert nach Heiligenhaus eröffnet. Da die Stromversorgung durch die Zentrale in Neviges nur einen elektrischen Betrieb bis Heiligenhaus erlaubte, musste die weitere Strecke nach Hösel mit Dampflokomotiven betrieben werden. Die Dampfstraßenbahn wurde mit 1000 mm Spurweite auf Vignolschienen von 20,5 kg/m errichtet. Die Streckenlänge betrug 6,84 Kilometer. Die Landespolizeiliche Abnahme erfolgte am 10. Oktober 1899 und die Betriebseröffnung am 15. Oktober 1899. Die Dampfbahn wurde von der Bevölkerung scherzhaft „Püffer“ genannt.
Am 26. Januar 1923 wurde die Strecke stillgelegt. 1926 wurde die Niederbergbahn von Kettwig über Heiligenhaus nach Velbert eröffnet und Heiligenhaus erhielt wieder eine Bahnverbindung zur Ruhrtalbahn.

## Streckenverlauf
Die Strecke führte von Hösel über die Heiligenhauser Ortsteile Oberilp und Unterilp nach Heiligenhaus. Außerhalb von Heiligenhaus fuhr die Bahn auf einem eigenen Bahnkörper, teilweise neben der Provinzialstraße nach Hösel. Die Streckenlänge vom Bahnhof Hösel bis zum Denkmal in Heiligenhaus betrug 6,84 Kilometer. Die Fahrzeit betrug rund 30 Minuten.
Die Strecke begann in Hösel an der Stelle, wo heute das 1996 fertiggestellte Parkdeck steht. Dort befanden sich ein Lokomotivschuppen und ein Güterschuppen, sowie mehrere Abstell- und Ladegleise. Das Ladegleis verlief parallel zum Gleis der Staatsbahn, so dass dort die Güter umgeladen werden konnten.
Die Bahnlinie verlief von Bahnhof Hösel zunächst parallel zur Bahnhofstraße bis zur Hugo-Henkel-Straße. Dort bog sie nach rechts ab und verlief hinter den Häusern Kohlstraße 2–8 bis zur Kreuzung Kohlstraße/Ecke Rodenwaldstraße, wo sich die Haltestelle Schlipperhaus befand. Von dort führte die Strecke bis zur Bismarckstraße auf einen Bahndamm, der heute die Wolf-von-Niebelschütz-Promenade ist. Durch einen Geländeeinschnitt, der etwa im Bereich des Hauses Bismarckstraße 47 mit einer Rechtskurve begann und hinter der früheren Gaststätte Haus Waldeck verlief, wurde ein Bahndamm erreicht, der im Verlauf der heutigen Straße Am Graben bis zur Eggerscheidter Straße führte. Nach einer Linkskurve hinter der alten Scheune der Gaststätte Boltenburg wurde die Haltestelle Stinshoff erreicht. Über die Eggerscheidter Straße gelangte die Bahn an die Kreuzung mit der Bahnhofstraße, wo die Gleise auf die linke Seite der Heiligenhauser Straße wechselten. Die letzte Haltestelle in Hösel war Im Bruch.
Die nächste Haltestelle war Großvogelbusch in Hasselbeck. Dann folgte an der Gaststätte Stöcken die gleichnamige Haltestelle mit Ausweiche. Zwischen den Haltepunkten Unterilp und Oberilp lag das Gleis auf einem eigenen Bahnkörper neben der Provinzialstraße. Danach folgten die Haltestellen Gastwirtschaft Auf’m Keller, Riegels, Kettwiger Straße, Hotel Zur Krone und Denkmal, wo man in die 1952 stillgelegte Straßenbahn nach Velbert umsteigen konnte.
In Heiligenhaus verliefen die Schienen mitten auf der Hauptstraße. Hinter dem erst 1923 erbauten Rathaus befand sich der Betriebsbahnhof mit einem Lok- und einem Güterschuppen und einer Werkstatt, sowie mehreren Abstell- und Ladegleisen für das Umladen der Waren auf die Fuhrwerke, die den Weitertransport von und zu den Fabriken übernahmen.
Die Strecke von Hösel über Heiligenhaus nach Velbert wird heute von der VRR-Buslinie 770 bedient.

## Betrieb
Der Fahrbetrieb wurde als kombinierter Personen- und Güterverkehr (GmP) durchgeführt. Es verkehrten zehn Zugpaare zwischen 5:00 Uhr und 0:30 Uhr (Theaterzug von Hösel nach Heiligenhaus). Fünfmal täglich wurde ein Postwagen mitgeführt. Der Fahrpreis von Hösel nach Heiligenhaus betrug 25 Pfennig. Befördert wurden in Richtung Heiligenhaus Düngemittel, Formsand und Kohle, in Richtung Hösel vor allem Fertigprodukte der Schloss- und Beschlagindustrie.

## Betreiber
Die Bergische Kleinbahn AG wurde am 21. Juni 1897 durch die Continentale Gesellschaft für elektrische Unternehmungen (später Schuckert & Co.) in Nürnberg mit Sitz in Neviges gegründet. Am 23. Juni 1897 begann der Betrieb auf der durch die Continentale seit dem 11. August 1896 gebauten Strecke zwischen Abzweig Neviges und Velbert. Am 12. Juli 1897 wurde auf der Strecke von Elberfeld nach Neviges der Betrieb aufgenommen. Bis 1899 wurden folgende Strecken in Betrieb genommen:
- 26. Januar 1898: von Neviges bis Velbert-Denkmal
- 10. April 1898: von Velbert-Denkmal bis Velbert-Friedhof
- 05. März 1899: Velbert-Friedhof bis Werden
- 02. Mai 1899: von Neviges bis Langenberg-Rathaus
- 11. Oktober 1899: von Velbert bis Heiligenhaus

## Einstellung und Überreste
Während der Besetzung des Ruhrgebietes durch belgische und französische Soldaten wurde der Betrieb der Ruhrtalbahn von Düsseldorf nach Kettwig eingestellt. Aufgrund der nun fehlenden Anbindung und der wirtschaftlichen Entwicklung infolge der Inflation wurde der Betrieb der Kleinbahn am 26. Januar 1923 eingestellt. In den folgenden Jahren wurde sie komplett abgebaut und verschrottet.
Die Güter- und Personenwagen wurden weiterhin im elektrischen Betrieb benutzt; die Güterwagen vollzählig bis zur Einstellung des Schienenverkehrs der Bergischen Kleinbahnen 1961.
Heute sind kaum noch Überreste der Kleinbahn vorhanden. In Hösel verläuft die Wolf-von-Niebelschütz-Promenade auf dem ehemaligen Bahndamm. Der Endbahnhof am 1872 eröffneten Staatsbahnhof in Hösel stand da, wo jetzt das Altenheim "Maria-Theresien-Stift" steht.